# All Square
Pour plus de détails, voir Fiche technique et Distribution.
All Square est un film dramatique américain réalisé par John Hyams et sorti en 2018.

## Fiche technique
- Titre original : All Square
- Réalisation : John Hyams
- Scénario : Timothy Brady
- Musique : Steve Duecl, Max Knouse, Michael Krasner et Robin Vining
- Photographie : Yaron Levy
- Montage : Neil Fazzari
- Décors : Dara Zappulla
- Costumes : Christina Hribar
- Production : Ben Cornwell, Jordan Foley, Michael Kelly, Jonathan Rosenthal et Yeardley Smith
  - Coproducteur : Timothy Brady et Nick Smith
  - Producteur associé : Erik Goserud
  - Producteur délégué : Brian Liebman
- Société de production : Mill House Motion Pictures et Paper Clip
- Société de distribution : Vertical Entertainment
- Pays de production :  États-Unis
- Langue originale : anglais
- Format : couleur — 2,35:1
- Genre : Drame
- Durée : 93 minutes
- Dates de sortie :
  - États-Unis : 
    - 10 mars 2018 (South by Southwest)
    - 12 octobre 2018 (en salles)

## Distribution
- Michael Kelly : John
- Jesse Ray Sheps : Brian
- Pamela Adlon : Debbie
- Isiah Everett Scott : Adam
- Yeardley Smith : Beaches
- Harris Yulin : Bob
- Josh Lucas : Matt
- Barney Fitzpatrick : Steve
- Craig Walker : Andy
- Neal Huff : Bill
- Jason Pendergraft : Hooper